# Mantarochen
Als Mantarochen werden drei Arten aus der Gattung der Teufelsrochen (Mobula) bezeichnet – der Riffmanta (Mobula alfredi), der Riesenmanta (Mobula birostris) und der Atlantische Mantarochen (Mobula yarae). Die Gattung Manta, zu der die zwei erstgenannten Arten ursprünglich gehörten, wurde im Juni 2017 mit Mobula synonymisiert.
Das Maul der Mantarochen ist sehr breit und endständig, das der übrigen Teufelsrochen leicht unterständig. Bei den Mantarochen ist nur der Unterkiefer bezahnt, bei den übrigen Teufelsrochen beide Kiefer.

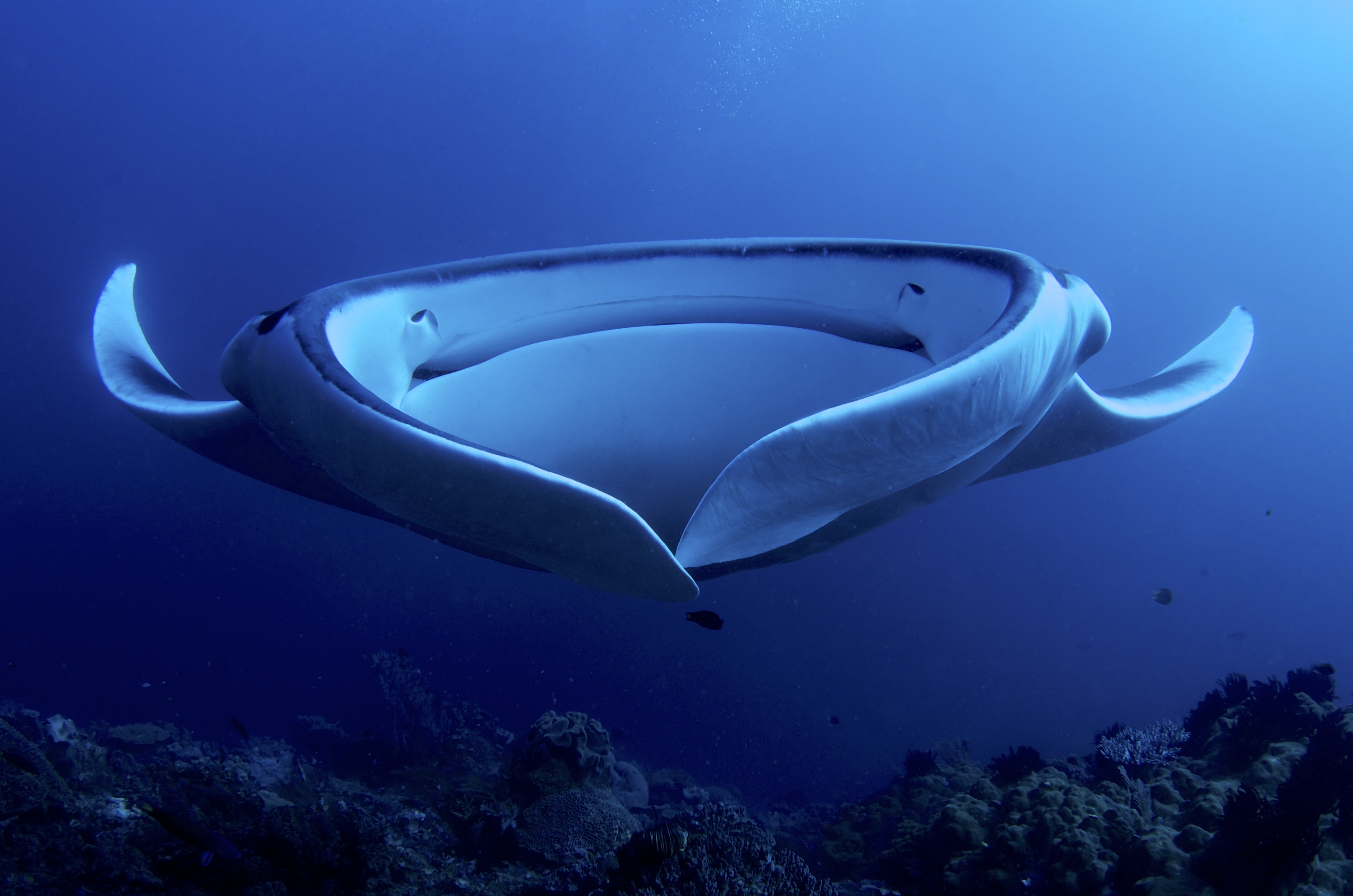
Riesenmanta von vorne gesehen
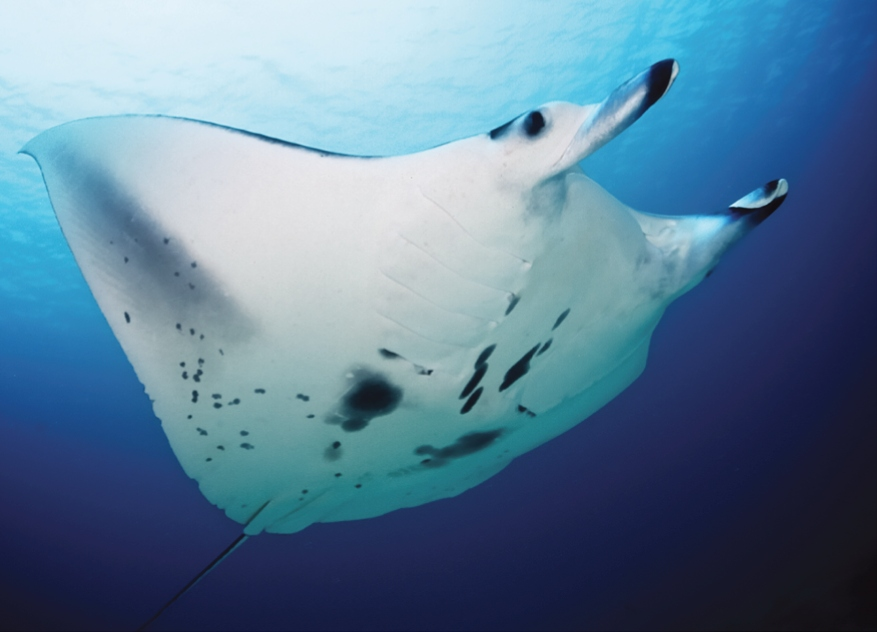
Riffmanta von unten gesehen